# Zeche Vereinigte Dickebaeckerbank & Anna Catharina
Die Zeche Vereinigte Dickebaeckerbank & Anna Catharina ist ein ehemaliges Steinkohlenbergwerk im Bochumer Stadtteil Linden. Das Bergwerk entstand 1819 durch die Konsolidation der Zeche Dickebaeckerbank mit der Zeche Anna Catharina.

## Geschichte
Die Zeche Vereinigte Dickebaeckerbank & Anna Catharina war auch unter dem Namen Zeche Vereinigte Anna Catharina & Dickebaeckerbank bekannt. Im Jahr 1819 wurde der Abbau über den Stollensohlen in den Berechtsamen Dickebaeckerbank und Nöckerbank beendet. Der Abbau in der Berechtsame Anna Catharina war bereits vor 1812 beendet worden. Nach der Konsolidation der drei Berechtsamen erfolgte die Ausrichtung für einen tieferen Aufschluss über den St. Mathias Erbstollen. Im Jahr 1821 war das Bergwerk in Betrieb, die Förderung erfolgte über den Erbstollen. Die Kohle wurde zum Kohlenmagazin an der Ruhr gefördert, das acht Lachter vom Erbstollenmundloch entfernt lag. 
Im Jahr 1835 war die Grundstrecke auf einer Länge von 920 Metern aufgefahren. Es wurde ein Vertrag geschlossen, über den geregelt war, dass der St. Mathias Erbstollen die Strecke als Flügelort des Erbstollens in Betrieb hält. Im gleichen Jahr war eine Pferdebahn zur Kohlenabfuhr in Betrieb. Ab April 1836 wurde das Bergwerk in Fristen gesetzt. Am 17. Oktober desselben Jahres erfolgte die Verleihung des Beilehns Anna Catharina ins Osten. Am 22. November 1837 erfolgte die Wiederaufnahme des Abbaus. Ab dem 30. Juni 1838 wurde wegen Absatzmangel in Fristen gearbeitet. Ab August 1841 erneute Wiederaufnahme des Abbaus. Im Juli 1844 erfolgte die Stilllegung der Zeche Vereinigte Dickebaeckerbank & Anna Chatharina. Am 12. Dezember 1870 wurde das Feld geteilt. Die Feldesanteile über der St.-Mathias-Erbstollensohle konsolidierten zur Zeche Baaker Mulde, die Feldesanteile unter der St. Mathias-Erbstollensohle wurden dem St. Mathias Erbstollen zugeschlagen.

## Förderung und Belegschaft
Die ersten Förderzahlen des Bergwerks stammen aus dem Jahr 1825, es wurden 2.340 Tonnen Steinkohle abgebaut. Die maximale Förderung des Bergwerks wurde 1829 erbracht, es wurden 7.464 Tonnen Steinkohlen gefördert. Im Jahr 1830 sank die Förderung auf 6.144 Tonnen. 1836 Fördereinbruch auf 338 Tonnen Steinkohle. Im Jahr 1838 leichter Anstieg auf 1.167 Tonnen. 1841 lag die Förderung nur noch bei 573 Tonnen. Die letzten Zahlen sind aus dem Jahr 1842 bekannt, es wurden 6.180 preußische Tonnen Steinkohlen gefördert.